# Plan de relance économique de la France de 2008-2009
Le Plan de relance économique de la France de 2008-2009 est un programme mis en place par le gouvernement français dans le but de relancer l'économie française à la suite de la crise économique mondiale des années 2008 et suivantes qui affecte, entre autres, le marché de l'emploi français.

## Annonce du plan
Le président Nicolas Sarkozy a dévoilé ce plan en décembre 2008. Le gouvernement français injectera environ 26 milliards d'euros : 11 milliards seront destinés à « améliorer la trésorerie des entreprises » et 11 autres milliards seront versés à des opérations sélectionnées par l'État français.

## Volet budgétaire et fiscal
La mission budgétaire « Plan de relance » a consommé des crédits de 8 041 millions d'euros en 2009 et 2 439 millions d'euros en 2010.
Le volet fiscal tel que constaté à la fin de l’exercice 2009, s’est élevé à 16700 M€.

## Volet social
Lors du sommet social du 18 février 2009, le gouvernement a annoncé un ensemble de mesures dont le coût est estimé à 2,6 milliards d'euros.
- Les salariés qui perdent leur emploi sans avoir cotisé suffisamment longtemps pour toucher des indemnités de chômage» (quatre mois sur les vingt-huit derniers) recevront 500 euros de l'État.

- L'indemnisation du chômage partiel passera à 75 % du salaire brut (au lieu de 60 %) dans les branches signant des accords avec l'État.

- La formation professionnelle sera réorientée vers les jeunes peu qualifiés, les chômeurs et les salariés en chômage partiel, plutôt que les cadres solidement installés dans les entreprises.

- Ces dispositifs seront financés par un «fonds d'investissement social», dont l'idée émane de la CFDT. Il disposera d'un milliard et demi d'euros : 200 millions du «fonds d'expérimentation pour la jeunesse» de Martin Hirsch, 500 millions représentant le volet «emploi» du plan de relance annoncé fin 2008, et 800 millions supplémentaires débloqués le 18 février 2009.

- Nicolas Sarkozy a appelé les partenaires sociaux à doubler ces sommes en puisant dans des enveloppes qu'ils gèrent via l'Unedic ou les organismes de formation professionnelle.

- Les deux premiers tiers de l'impôt sur le revenu (IR) seront supprimés pour les 4 millions de foyers imposés dont les revenus vont de 5 852 à 11 673 euros (première tranche imposable).
- Une réduction d'IR un peu moindre sera accordée pour les 2 millions de contribuables dont les revenus imposables vont de 11 674 euros à 12 475 euros.

- Une « prime de solidarité active » de 200 euros sera versée en avril 2009 en attendant le RSA (prévu pour l'été 2009) par les Caisses d'allocations familiales. Son coût, de 760 millions, n'est pas inclus dans l'enveloppe du 18 février 2009. 3,8 millions de ménages modestes sont concernés par cette mesure.

## Grands travaux prévus par le plan
Pour relancer l'emploi, le gouvernement français s'engage à financer 1000 projets d'investissements prêts à démarrer en 2009. Cela représente un investissement de 11,1 milliards d'euros. 
Les projets sélectionnés l'ont été avant tout pour leur potentiel à démarrer en 2009.
Parmi ces projets on trouve : 
- 4 lignes ferroviaires LGV,
- le canal Seine-Nord,
- la construction d'un deuxième EPR,
- la construction d'une galerie de sécurité à côté du tunnel routier du Fréjus.

Le percement de la seconde galerie du tunnel de Fréjus a effectivement débuté en 2009 et s'est achevée en 2014. Les travaux du canal Seine-Nord pourraient commencer en 2022. La construction de nouveaux EPR est repoussée à 2022.

## Bilan
Le coût total du plan de relance 2008-2010 a été de 34 milliards d'euros sur 2009 et 2010 (Didier Migaud, Cour des comptes, audition devant la commission des finances de l'Assemblée nationale). Le plan devait initialement se monter à 26 milliards d'euros, mais a été renforcé par d'autres mesures comme les prêts consentis à des constructeurs automobiles ou les aides aux ménages les plus touchés par la crise. 
Selon la Cour des comptes, le plan de relance français a donné priorité à l'investissement sur la consommation. Il a contribué à limiter la baisse de l'investissement et les faillites d'entreprise mais a coûté plus aux finances publiques qu'il n'a rapporté en termes de croissance. En effet, le coût du plan s'est élevé pour 2009-2010 à 1,4 % du produit intérieur brut (PIB). La Cour évalue son impact sur la croissance à environ 0,5 % en 2009. Selon elle, cet écart s'explique "par le fait qu'une grande partie des dispositions du plan auront servi à soutenir la trésorerie des entreprises sans incidence immédiate sur l'activité". Selon le ministre chargé de la relance Patrick Devedjian, "La France a connu la plus petite récession de l'Europe et de l'OCDE en 2009 avec - 2,5 % en 2009".
Le plan devrait contribuer à créer ou sauvegarder 400 000 emplois en 2009 et 2010. La Cour des comptes retient l'hypothèse de 18 000 à 72 000 emplois créés.
Les entreprises publiques devaient réaliser un effort d'investissement de 4 milliards et n'ont finalement investi qu'environ 1 milliard en 2009. La somme versée par l'État dans le cadre du Fonds de Compensation pour la TVA (FCTVA) aux collectivités locales a surtout servi à améliorer leur situation financière et non à relancer l'investissement. 
La consommation a sensiblement ralenti depuis le début 2008 mais a globalement augmenté, notamment grâce à la prime à la casse dans le secteur automobile.
En mai 2010 est mis en place d'un premier plan d'économie de 5 milliards (baisse des dépenses publiques). En août 2011, plan anti-déficit de 12 milliards (hausse de la fiscalité).Septembre 2012, plan de rigueur de 30 milliards (1/3 de diminution de la dépense publique, 2/3 de hausse de la fiscalité). En bref :
1. 2009: + 34 milliards
2. 2010:   - 5 milliards
3. 2011: - 12 milliards
4. 2012:  - 30 milliards

Total:   -13 milliards

## Critiques
La gauche affirme que le plan de relance ne met pas assez l'accent sur la consommation.
Les libéraux affirment que la crise économique de 2008-2010 est née d'un excès de régulation et d'intervention émanant de l'État fédéral américain. La création et la promotion du subprime, puis la politique monétaire accommodante d'Alan Greenspan ont créé les fondements de la crise. Dès lors, les libéraux affirment que lutter contre la crise passe par la lutte contre l'endettement massif de la France, afin d'éviter le scénario de l'Argentine de 2001, ainsi que l'arrêt de la socialisation des pertes et la privatisation des profits.

### Rapport
- Cour des comptes (France), La mise en oeuvre du plan de relance de l’économie française, 16 septembre 2010 (lire en ligne)